# 企画統計局 (琉球政府)
企画統計局（きかくとうけいきょく）は、琉球政府の行政事務部局のひとつ。政策の企画などを所管した。
1957年7月1日の機構改革において、統計部や経済企画室の業務を統合したものである。1961年8月1日に内政局と統合し、計画局となった。

## 所掌事務
企画統計局の所掌事務は以下の通りである（1957年7月1日現在）
- 経済に関する基本的政策の総合立案及び調整に関すること
- 長期経済計画の策定及び推進に関すること
- 経済動向、外国人の投資、国民所得等の調査及び分析に関すること
- 人口問題の調査及び分析に関すること
- 統計に関すること

## 組織
企画統計局の組織は以下の通りである（1957年7月1日現在）。外局および附属機関はない。

### 内部部局
- 庶務課
- 企画調整課
- 経済計画課
- 統計基準課
- 統計調査課
- 統計製表課

### 支分部局
- 統計調査事務所